# Die Abstammung des Menschen und die geschlechtliche Zuchtwahl

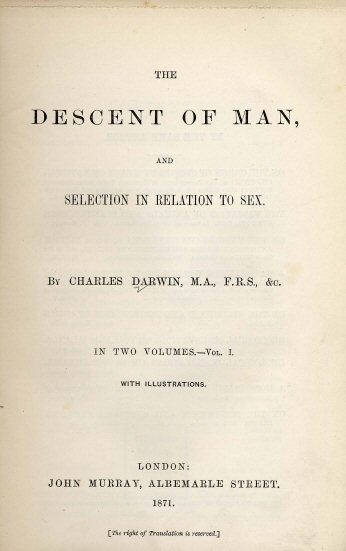
Titelseite der 1. englischen Auflage.

Die Abstammung des Menschen und die geschlechtliche Zuchtwahl (engl. The Descent of Man, and Selection in Relation to Sex) ist der Titel eines am 24. Februar 1871 erschienenen zweibändigen Werkes von Charles Darwin. Er setzte sich darin mit der Abstammung des Menschen sowie mit der sexuellen Selektion auseinander und verwendete hier zum ersten Mal in einer seiner Schriften die Bezeichnung „Evolution“. Die noch im selben Jahr herausgegebene deutsche Übersetzung stammt vom Zoologen Julius Victor Carus.

## Werk
Charles Darwins Werk The Descent of Man, and Selection in Relation to Sex wurde am 24. Februar 1871 im Verlag John Murray mit einer Auflage von 2500 Exemplaren veröffentlicht und zu einem Preis von einem Pfund und vier Schillingen verkauft. Die erste Auflage war bereits am dritten Tag nach dem Erscheinen ausverkauft. Der deutsche Zoologe Julius Victor Carus bemühte sich schon frühzeitig um die deutsche Übersetzung, die dadurch bereits im Erscheinungsjahr des Originalwerkes unter dem Titel Die Abstammung des Menschen und die geschlechtliche Zuchtwahl erscheinen konnte. Carus übersetzte in den Folgejahren auch die weiteren Ausgaben des Werkes.

### Entstehungsgeschichte
Im drittletzten Absatz seines Werkes Die Entstehung der Arten schrieb Darwin 1859 zusammenfassend, dass sich nunmehr „ein weites Feld“ für weitere Forschungen eröffne, und er beschloss diesen Absatz mit dem bekannten Satz: „Licht wird auf den Ursprung der Menschheit und ihre Geschichte fallen.“ (Light will be thrown on the origin of man and his history.) Thomas Henry Huxley hatte sich 1863 in seinem Werk Evidence as to Man’s Place in Nature ebenso wie Ernst Haeckel 1868 in Natürliche Schöpfungsgeschichte bereits mit der „äffischen Abstammung“ des Menschen beschäftigt. Charles Lyell legte 1863 in The Geological Evidences of the Antiquity of Man Beweise für das hohe Alter der Menschheit vor. Darwin zögerte, sich der Thematik zuzuwenden, und trug 1868 in The Variation of Animals and Plants under Domestication weitere Fakten zusammen, die seine Selektionstheorie bekräftigen sollten.
Anfang Juli 1868 schrieb er an Alphonse Pyrame de Candolle: „Ich entschied mich, mich durch die Veröffentlichung eines kurzen Artikels über die Abstammung des Menschen zu zerstreuen.“ In der Erstausgabe der Zeitschrift The Academy vom Oktober 1869 kündigte deren Verleger John Murray das Erscheinen des Werkes für das kommende Jahr an und teilte mit, „die Hauptschlussfolgerungen, zu denen er in Die Entstehung der Arten gelangte, … werden auf den Menschen angewendet werden. […] Ebenso wird die schwierige Frage der schrittweisen Entwicklung der Besonderheiten der Moral und der intellektuellen Eigenschaften von Menschen niederer Typen kurz betrachtet.“
Mitte August 1870 ging das Manuskript an die Druckerei. Im Oktober 1870 erhielt Carus die ersten Klischees für seine deutsche Übersetzung. Darwins Tochter Henrietta Emma (1843–1927) half beim Korrekturlesen und entschärfte einige seiner Formulierungen. Am 15. Januar 1871 war Darwin mit der Durchsicht der letzten Korrekturfahnen fertig.
Ursprünglich war ein dreiteiliges Werk geplant. Den dritten Teil über die „Gemütsbewegungen“ stellte er erst 1872 fertig und veröffentlichte ihn unter dem Titel Der Ausdruck der Gemütsbewegungen bei dem Menschen und den Tieren als separates Werk.
Der ersten englischen Ausgabe folgten mehrere Nachdrucke, wobei diese von Carus in zwei Auflagen (1871, 1872) umgehend ins Deutsche übersetzt wurden. 1874 veröffentlichte Darwin eine erheblich erweiterte bzw. modifizierte zweite Ausgabe, welche der dritten deutschen Auflage (wieder in zwei Bänden) von 1875 entspricht.

### Inhalt

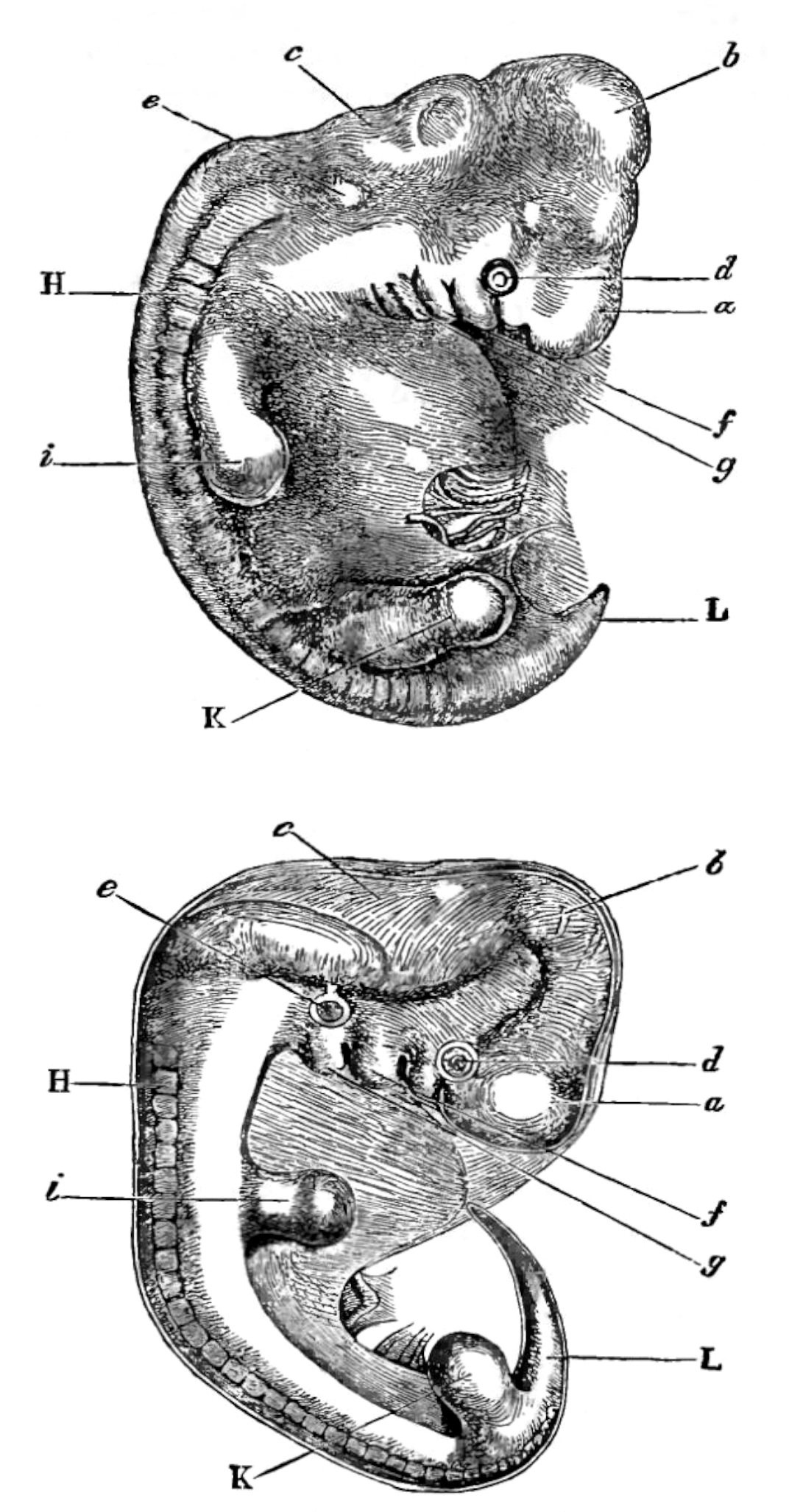
Die obere Figur ist ein menschlicher Embryo nach Ecker, die untere der eines Hundes nach Bischoff.

Das Werk ist in drei Teile gegliedert und umfasst insgesamt 21 Kapitel:
- Erster Teil: Die Abstammung des Menschen
  1. Tatsachen, welche für die Abstammung des Menschen von einer niederen Form zeugen
  2. Über die Art der Entwickelung des Menschen aus einer niederen Form
  3. Vergleichung der Geisteskräfte des Menschen mit denen der niederen Tiere
  4. Vergleichung der Geisteskräfte des Menschen mit denen der niederen Tiere (Fortsetzung)
  5. Über die Entwickelung der intellektuellen und moralischen Fähigkeiten während der Urzeit und der zivilisierten Zeiten
  6. Über die Verwandtschaften und die Genealogie des Menschen
  7. Über die Rassen des Menschen

- Zweiter Teil: Geschlechtliche Zuchtwahl
  1. Grundsätze der geschlechtlichen Zuchtwahl
  2. Sekundäre Sexualcharaktere in den niederen Klassen des Tierreichs
  3. Sekundäre Sexualcharaktere der Insekten
  4. Insekten. (Fortsetzung) Ordnung Lepidoptera
  5. Sekundäre Sexualcharaktere der Fische, Amphibien und Reptilien
  6. Sekundäre Sexualcharaktere der Vögel
  7. Vögel (Fortsetzung)
  8. Vögel (Fortsetzung)
  9. Vögel (Schluss)
  10. Sekundäre Sexualcharaktere der Säugetiere
  11. Sekundäre Sexualcharaktere der Säugetiere (Fortsetzung)

- Dritter Teil: Geschlechtliche Zuchtwahl in Beziehung auf den Menschen und Schluss
  1. Sekundäre Sexualcharaktere des Menschen
  2. Sekundäre Sexualcharaktere des Menschen (Fortsetzung)
  3. Allgemeine Zusammenfassung und Schluss

Der erste Teil beschäftigt sich mit der Abstammung des Menschen. Darwin äußerte darin die Vermutung, dass sich der Mensch in Afrika entwickelt habe. Er erklärte, dass sich die intellektuellen und moralischen Fähigkeiten des Menschen erst mit der Zeit entwickelten. Den Menschen betrachtete Darwin als eine einzige Art und argumentierte dagegen, die Rassen (oder Subspezies) des Menschen als unterschiedliche Arten aufzufassen (im 7. Kapitel: „Über die Rassen des Menschen“). In der zweiten Auflage fügte Darwin dem ersten Teil noch einen von Huxley verfassten Anhang mit dem Titel Anmerkung über die Ähnlichkeiten und Verschiedenheiten im Bau und in der Entwicklung des Gehirns bei dem Menschen und den Affen hinzu.
Im zweiten Teil wandte er sich der sexuellen Selektion zu, deren Wirken er beginnend bei den niederen Tieren anhand von Insekten, Fischen, Amphibien, Reptilien, Vögeln und Säugetieren beschrieb. Erst nach dieser ausführlichen Erörterung beschrieb er im dritten Teil das Wirken der sexuellen Selektion auf die Entwicklung des Menschen.

### Zeitgenössische Rezeption

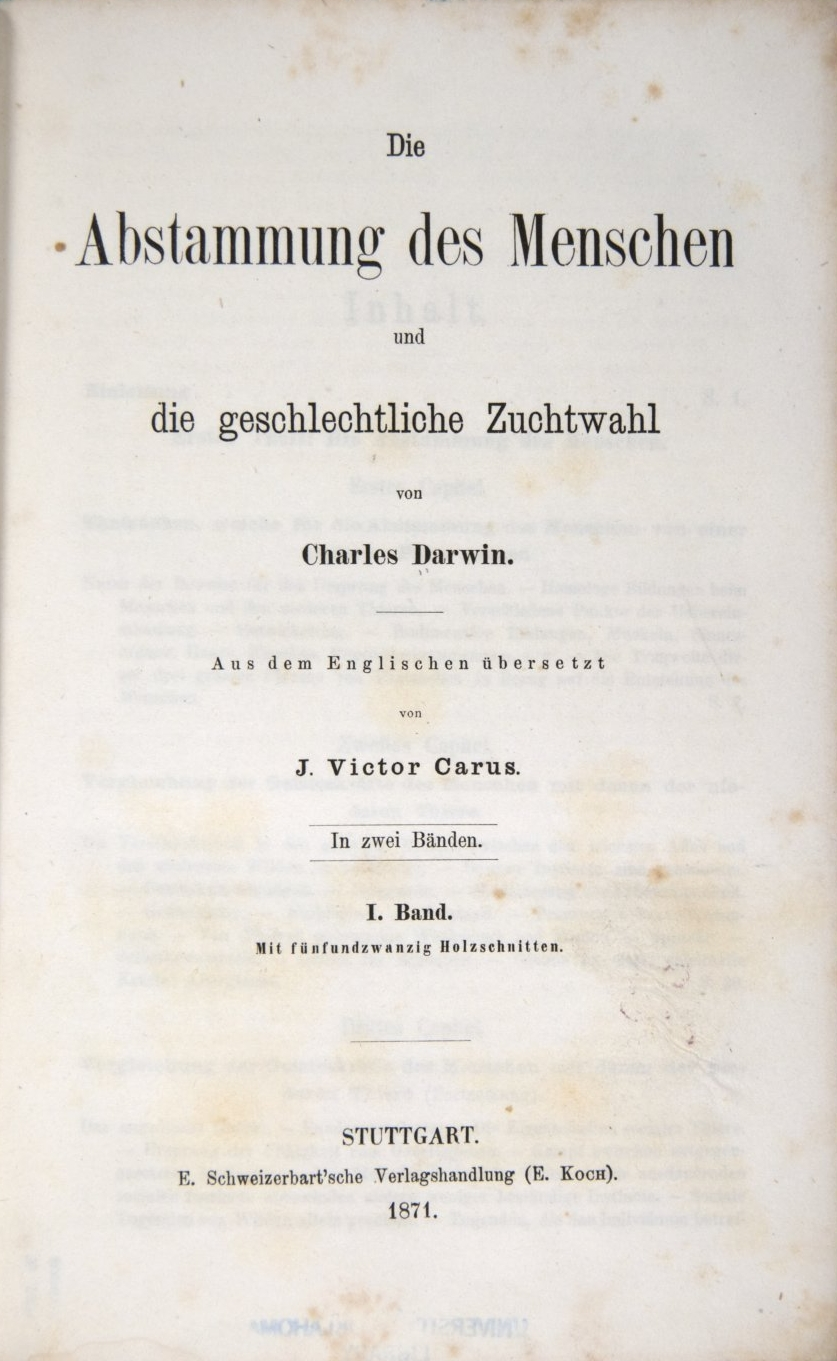
Titelseite der 1. deutschen Ausgabe

Ein anonymer Rezensent beschrieb nach dem Erscheinen in der englischen Zeitschrift The Edinburgh Review die Reaktionen seiner Zeitgenossen: „Seit der Veröffentlichung von Die Entstehung der Arten hat kein wissenschaftliches Buch mehr Aufmerksamkeit hervorgerufen als Mr. Darwins neue Arbeit über die Abstammung des Menschen. Im Salon konkurriert es mit dem neuesten Roman und im Studierzimmer beunruhigt es gleicherweise Wissenschaftler, Ethiker und Theologen. Überall ruft es einen Sturm, gemischt aus Zorn, Erstaunen und Bewunderung, hervor.“
Nach zunächst wohlwollenden Besprechungen seines Buches mehrten sich die kritischen Stimmen. Die irische Autorin Frances Power Cobbe (1822–1904) hielt die darin vertretenen Ansichten über die moralische Natur des Menschen für die „gefährlichsten“ seit Bernard Mandeville und sprach von einem „Wissenschaftsmärchen“. St. George Mivart kritisierte nach Erscheinen von Darwins Werk dieses in der Zeitschrift The Quarterly Review heftig, was zu seinem endgültigen Zerwürfnis mit Darwin führte.
In Deutschland hingegen besprach Anton Dohrn Darwins neues Werk positiv.
Zu Darwins Lebzeiten wurde das Werk ins Deutsche (1871), Französische (1872–1873), Italienische (1871), Japanische (1881), Niederländische (1871–1872), Polnische (1874), Russische (1871), Schwedische (1872) und Spanische (1876) übersetzt.

## Auflagen

### Originalausgaben
- 1. Auflage, John Murray, London 1871, 2 Bände; Band 1, Band 2
- 2. Auflage, John Murray, London 1874, 1 Band; digitalisierte Fassung (Ausgabe von 1882)

### Deutsche Übersetzungen
- 1. Auflage, aus dem Englischen übersetzt von J. Victor Carus. E. Schweizerbart’sche Verlagshandlung (E. Koch), Stuttgart 1871, 2 Bände
- 2. Auflage, nach der letzten Ausgabe des Originals berichtigte Auflage, aus dem Englischen übersetzt von J. Victor Carus. E. Schweizerbart’sche Verlagshandlung (E. Koch), Stuttgart 1871–1872, 2 Bände
- 3. Auflage, gänzlich umgearbeitete Auflage, aus dem Englischen übersetzt von J. Victor Carus. In: Ch. Darwin's gesammelte Werke, Bd. 5 & 6. E. Schweizerbart’sche Verlagshandlung (E. Koch), Stuttgart 1875; Band 1, Band 2

## Besprechungen
- [Anonym]: In: The Annual Register. 1871, S. 368; online
- [Anonym]: In: The British Quarterly Review. Januar bis April 1871; online
- [Anonym]: In: The Popular Science Review. Band 10, 1871; online
- [Anonym]: In: The Edinburgh Review. Band 134, 1871, online
- [Anonym]: In: Journal of Anatomy and Physiology. Band 5, 1871, S. 363; online
- [Anonym]: In: The Medical Times and Gazette. Band 1, 1871; online
- [Anonym]: (Review of) Dawin’s Descent of Man. In: Brownson's Quarterly Review. 1871, S. 340; online
- Frances Power Cobbe: Darwinism in Morals. In: The Theological Review. Band 8, 1871; online
- Anton Dohrn: Englische Kritiker und Anti-Kritiker über den Darwinismus. In Das Ausland. Band 49, 1871, S. 1153–1157
- Neville Goodman: (Review of) The Descent of Man and Selection in Relation to Sex. In: Journal of Anatomy and Physiology. Mai 1871, Nr. 5, Teil 2, S. 363–372, PMC 1318795 (freier Volltext)
- St. George Mivart: Darwin’s Descent of Man. In: The Quarterly Review. Band 131, 1871, S. 47–90; online – ursprünglich anonym erschienen